# Sender Aholming

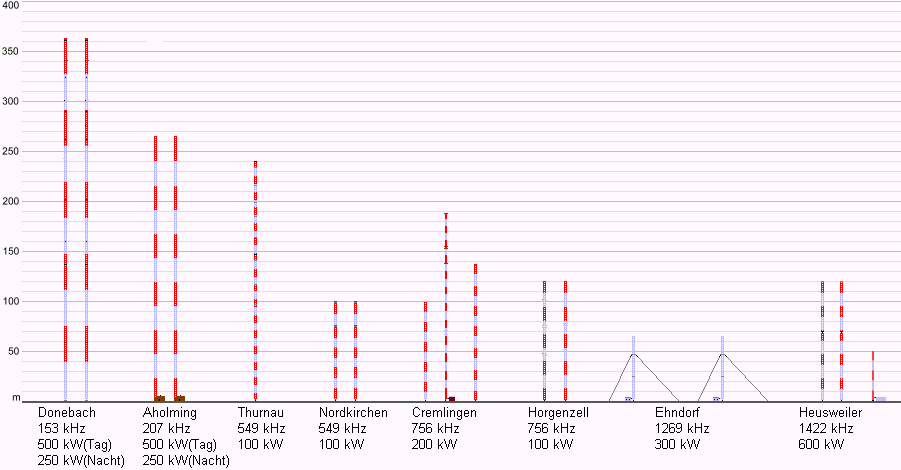
Höhendiagramm der Sendemasten der Lang- und Mittelwellensender des Deutschlandfunks

Der Sender Aholming war ein 500-kW-Langwellensender der Media Broadcast GmbH für die Frequenz 207 kHz in der Nähe von Aholming in Niederbayern. Er strahlte von Anfang 1989 bis Ende 2014 das Programm des Deutschlandfunks aus und war in dieser Zeit neben dem  Sender Donebach einer der beiden Langwellensender des Deutschlandfunks. Die zwei Funkmasten wurden am 29. März 2018 gesprengt.

## Geschichte
Der Sender Aholming ging am 1. Januar 1989 in Betrieb und ersetzte die Sendeanlage in Erching, die wegen der fehlenden Möglichkeit zur Anwendung von Richtstrahlung (nur ein Mast vorhanden), bedingt durch Auflagen des Genfer Wellenplans, nachts abschalten musste.
2008 wurde der alte Röhrensender durch eine volltransistorisierte Anlage von Transradio Sendersysteme Berlin ersetzt. Seit dem 15. Februar 2008 gehört die Sendeanlage zu Media Broadcast.
Die Abschaltung der analogen Ausstrahlung der Deutschlandradio-Programme über Langwelle mit Ablauf des 31. Dezembers 2014 erfolgte nach den Vorgaben der Kommission zur Ermittlung des Finanzbedarfs der Rundfunkanstalten (KEF). Diese hatte wegen abnehmender Nutzung dieser Technik und gleichzeitig fortschreitender Digitalisierung des Hörfunks auf Abschaltung der kostenintensiven Langwellenverbreitung gedrängt. Die Einsparungen sollen nun in den weiteren Ausbau des DAB+-Sendernetzes Deggendorf (Aletsberg) fließen.

## Technik
Zwei geerdete abgespannte Stahlfachwerkmasten von 265 Metern Höhe mit quadratischem Querschnitt bildeten eine Richtantenne. Die drei Abspannungen durch Pardunen lagen auf 101, 203 und 239 Meter Höhe. Die Einspeisung der Sendeenergie erfolgte über die 2. Pardune auf 203 Metern Höhe. Die beiden Masten standen auf einer Achse von 140 Grad im Abstand von 483 Metern. Die technische Ausrüstung stimmte weitgehend mit der des Senders Donebach überein, wegen der höheren Sendefrequenz waren die Masten niedriger und deren Abstand geringer.
Die geographische Koordinaten der Masten waren:
- nordwestlicher Mast: 48° 43′ 50,5″ N, 12° 55′ 46,6″ O
- südöstlicher Mast: 48° 43′ 38,4″ N, 12° 56′ 1,6″ O